# Rhipidomys venustus
Rhipidomys venustus е вид бозайник от семейство Хомякови (Cricetidae).

## Разпространение
Видът е разпространен във Венецуела.